# Gârnic, Caraș-Severin
Gârnic (în cehă Gerník) este satul de reședință al comunei cu același nume din județul Caraș-Severin, Banat, România. Populația satului este constituită în întregime din cehi. Gârnic este unul dintre cele 6 sate ale cehilor din România.

## Geografie
Localitatea se situează în sudul județului Caraș-Severin, pe DJ 571A, la aproximativ 13 kilometri nord de Dunăre, alt. aproximativă de 450 m, la marginea de E a Munților Locvei. Este situat la 14 km de orașul Moldova Nouă și la 125 km față de orașul reședință de județ Reșița.
Obiective turistice:
- Peștera Padina Matei,
- Grota Haiducească,
- Complexul de mori din localitatea Gârnic - funcționabile,
- Rezervația naturală Valea Mare,
- Complexul de cascade de pe pârâul Modăvița,
- Complexul de mori de pe râul Gramensca.

## Activități specifice zonei
Activități meșteșugărești (tâmplari, rotari, fierari, curelari).
Activități economice principale:
- Comerț,
- Alimentație publică,
- Producție bobine și transformatoare.

## Istorie
Un impuls important către prima popularizare a zonei Banatului a fost oferit de Magyarly. Acesta se ocupa de exploatarea lemnului și era originar din Oravița. Cu promisiunile sale, a reușit să convingă câteva zeci de familii cehe să se mute într-o zonă împădurită și nepopulată din Munții Locvei. În anul 1823 a fost fondat primul sat ceh, Sfânta Elisabeta (Elisabethfeld), dispărut ulterior din cauza lipsei unei surse de apă. Următorul sat, Sfânta Elena, a fost fondat în anii 1824-1825. Ambele sate au fost botezate după numele celor două fiice ale lui Magyarly. Afaceristul nu și-a îndeplinit promisiunile, lucru care i-a obligat pe țărani să servească drept grăniceri la granița Imperiului Austro-Ungar.
Al doilea val de imgranți a venit în anii 1827-1828. Acest val avea un rol militar, prin intermediul său a fost asigurată paza graniței Imperiului. În acea perioadă au fost întemeiate următoarele 7 sate cehești: Bigăr (Bígr), Eibenthal, Ravensca (Rovensko), Șumița (Šumice) și cel mai mare sat ceh din România, Gârnic (Gernik) dar și satul Frauenwiese  (Frauvízn, Poiana Muierii), care în anii 60 ai secolului 19 a dispărut. Coloniștii cehi provin din mai multe regiuni:Pardubicka, Královéhradecka, Chrudimska, Jaroměřska, Domažlicka, Plzeňska, Klatovska, împrejurimile Pragăi, Berounska, Hořovicka, Slánska, Českobrodska, Kouřimska a Příbramska,  Kolínska, Kutnohorska dar și altele. În afară de cei stabiliți în satele menționate, cehi s-au mai stabilit și în orașele cu o populație predominant română: Moldova Nouă, Orșova, Arad, Timișoara.
La recensământul din 1992 în România erau 5800 de etnici cehi, iar la cel efectuat în 2011, populația comunei Gârnic se ridica la 1.268

## Tradiție
Comunitatea a reușit, de-a lungul timpului să-și păstreze foarte bine limba, cultura și obiceiurile din țara de baștină. În sate se vorbește și acum limba cehă, casele pestrițe rețin elemente arhitecturale specifice, gospodinele te îmbie cu colaci tradiționali cehești iar seara bâtrănii povestesc istorioare din trecuturi îndepărtate.
Evenimente locale:
- "Fărșang" - bal mascat, cu 6 săptămâni înainte de sărbătorile Pascale
- Balul Secerișului la Gârnic, în luna august
- Târg lunar la Gârnic, ultima duminică din lună
- Festival Rocker's Gârnic

## Investiții
Proiecte de investiții:
- Proiect SAPARD - Amenajare DC 49 Moldova Nouă-Padina Matei - finalizat
- Modernizare DJ 571A
- Alimentare cu apă a localității Padina Matei
- Modernizarea școli generale
- Modernizare cămine culturale
- Canalizare comuna Gârnic
- Amenajare spații verzi și parcuri de joacă
- Modernizarea iluminatului stradal

## Personalități marcante
- Pavel Nedvěd
- Petr Glaser
- Vincent Zamouril
- Stefan Bouda